# 宮城県道251号石巻港インター線
宮城県道251号石巻港インター線（みやぎけんどう251ごう いしのまきこうインターせん）は、宮城県石巻市の石巻港と同県東松島市の石巻港ICを結ぶ一般県道である。

## 概要

### 路線データ
- 起点：石巻港
- 終点：東松島市赤井
- 実延長：2,145.0 m[1]

## 地理

### 通過する自治体
- 石巻市
- 東松島市

### 交差する道路
- 宮城県道247号石巻工業港矢本線（石巻市門脇・起点）
- 国道45号（東松島市赤井）
- 三陸沿岸道路（矢本石巻道路）石巻港IC・宮城県道265号河南石巻港インター線（東松島市赤井・終点）